# Império Chola
O Império Chola ou dinastia Chola (em tâmil: சோழப் பேரரசு) foi um império indiano que existiu nos séculos IX e XII. Tâmil, seu centro de poder localizava-se no sul do subcontinente.  Seu ápice ocorreu entre os séculos X e XII, quando controlou um território que incluía o sul do subcontinente, as ilhas Maldivas e parte do Ceilão, chegando em certo momento até o rio Ganges, ao norte, e ao arquipélago malaio, além de certos locais ao longo do golfo de Bengala. Enquanto os cholas dominavam o sul, ao norte três reinos disputavam a supremacia: o Império Pratiara, no atual Rajastão, o Império Pala, nos atuais Biar e Bengala, e o Império Rastracuta, no Decão.
A dinastia teve origem no vale fértil do rio Kaveri. Karikala Chola foi o mais famoso entre os reis do período inicial da dinastia Chola, enquanto Rajaraja Chola, Rajendra Chola e Kulothunga Chola se tornaram imperadores famosos no período medieval.
A dinastia Chola atingiu o auge durante os séculos X e XII. Sob governo de Rajaraja Chola I (Rajaraja, o Grande) e do seu filho Rajendra Chola, a dinastia conseguiu um grande desenvolvimento militar, económico e cultural na Ásia. O território expandiu-se das ilhas Maldivas no sul até aos limites do rio Ganges, no norte de Bengala. Rajaraja Chola conquistou o sul da Índia, anexou partes do Sri Lanka e ocupou as Maldivas. Rajendra Chola também fez incursões contra os reinos localizados no arquipélago malaio. O poder da dinastia Chola diminuiu em torno do século XIV com o surgimento dos Pandias e dos Hoysalas.
Os Cholas deixaram para trás uma herança que hoje se reflete na região. A proteção que era dada à literatura e o seu zelo na construção dos templos levaram à criação de grandes obras de arquitetura e ao desenvolvimento da poesia tamil. Os reis de Chola eram ávidos construtores e a presença de templos em seus reinos não só obedeceu a lugares de culto, mas também a centros de atividade económica, beneficiando a comunidade em geral. Começaram uma forma centralizada de governo e estabeleceram uma burocracia disciplinada.